# Watertoren (Anna Jacobapolder)
De Watertoren van Anna Jacobapolder was een in 1925 gebouwde watertoren in Anna Jacobapolder (gemeente Tholen). De toren was ontworpen door H. Sangster en had een hoogte van 24,70 meter. In de toren bevond zich een reservoir met een inhoud van 50 m³. De toren is op het einde van de Tweede Wereldoorlog, op 23 januari 1945, vernietigd, tijdens een nachtelijke actie van Duitse troepen in het inmiddels door de 1e Poolse Pantserdivisie ingenomen Anna Jacobapolder.